# De Nora
A Industrie De Nora é uma empresa multinacional italiana com sede em Milão que atua na indústria eletroquímica. A empresa é fornecedora líder mundial de elétrodos para todos os principais processos eletroquímicos industriais.

## História
A empresa foi fundada em 1923 pelo engenheiro italiano Oronzio De Nora, que também inventou a Amuchina, entre outras coisas.
Em 1969, a empresa iniciou um processo de expansão geográfica, entrando em vários mercados estrangeiros, começando pelo Japão e depois expandindo para Singapura, Brasil, Índia, China e Alemanha, estabelecendo subsidiárias e empresas conjuntas.
Desde 2015, a empresa atua também no setor de tratamento e filtração de água, aplicando sua expertise tecnológica nesta área.
Em dezembro de 2021, foi anunciado que a empresa, através de uma empresa conjunta com a empresa alemã Thyssenkrupp, havia obtido o fornecimento de sistemas de eletrólise necessários para a construção da maior planta de produção de hidrogênio verde do mundo, como parte do projeto Neom na Arábia Saudita.
Em 2022, a empresa foi listada na Bolsa de Valores italiana.

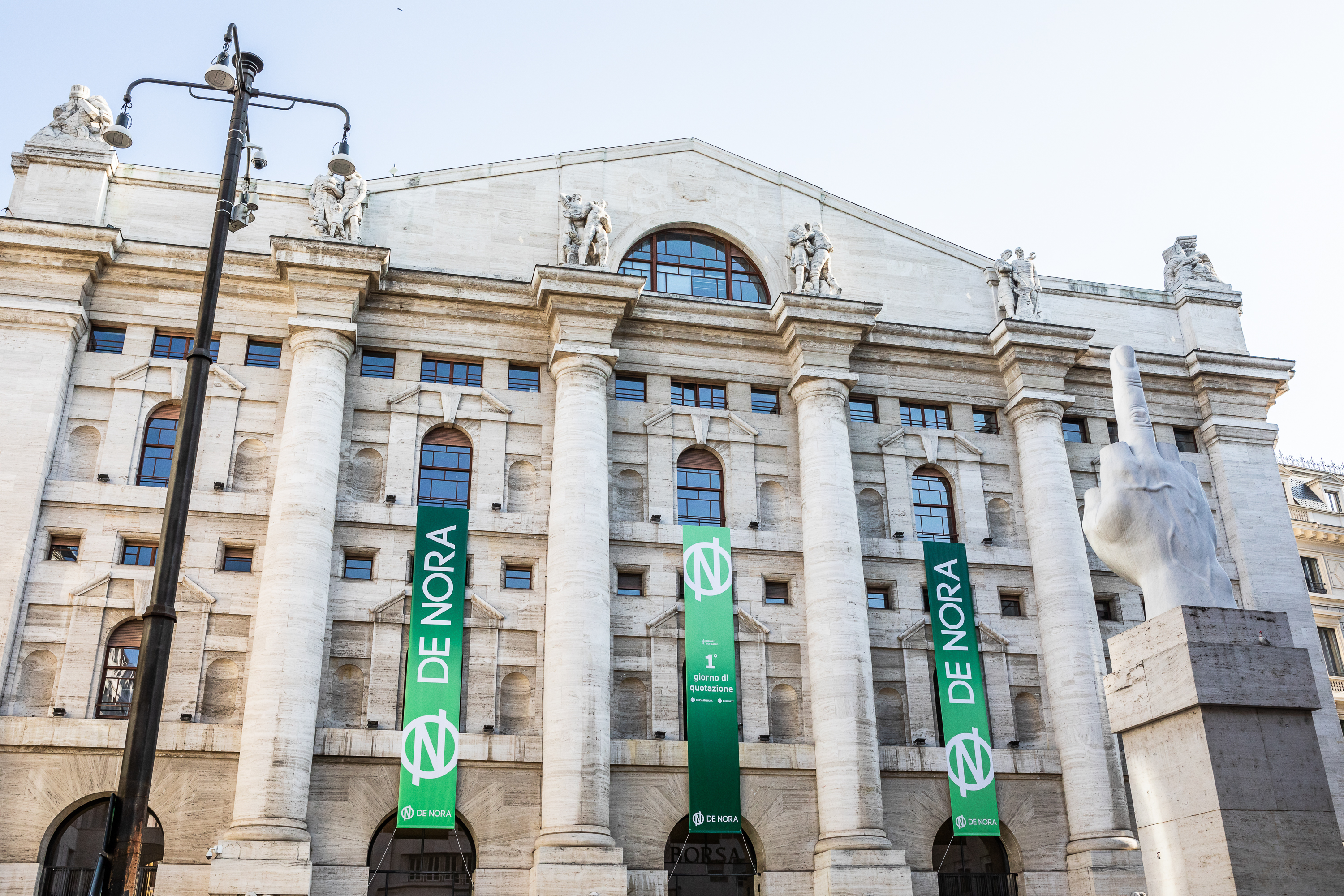
A Bolsa de Milão no dia da cotação de De Nora

## Operações
A Industrie De Nora atua na indústria eletroquímica através da produção de eletrodos com diversas aplicações. Estas aplicações pertencem a três principais mercados de referência: aplicações industriais, tratamento de águas e transição energética no domínio da produção de hidrogénio verde.
Com um volume de negócios de 852,826 milhões de euros e um resultado líquido de 89,665 milhões de euros em 2022, a empresa está presente em diversas partes geográficas, incluindo Itália, Alemanha, Reino Unido, Estados Unidos, Brasil, Emirados Árabes Unidos, Índia, China, Japão e Singapura.